# Hoeve Peralta

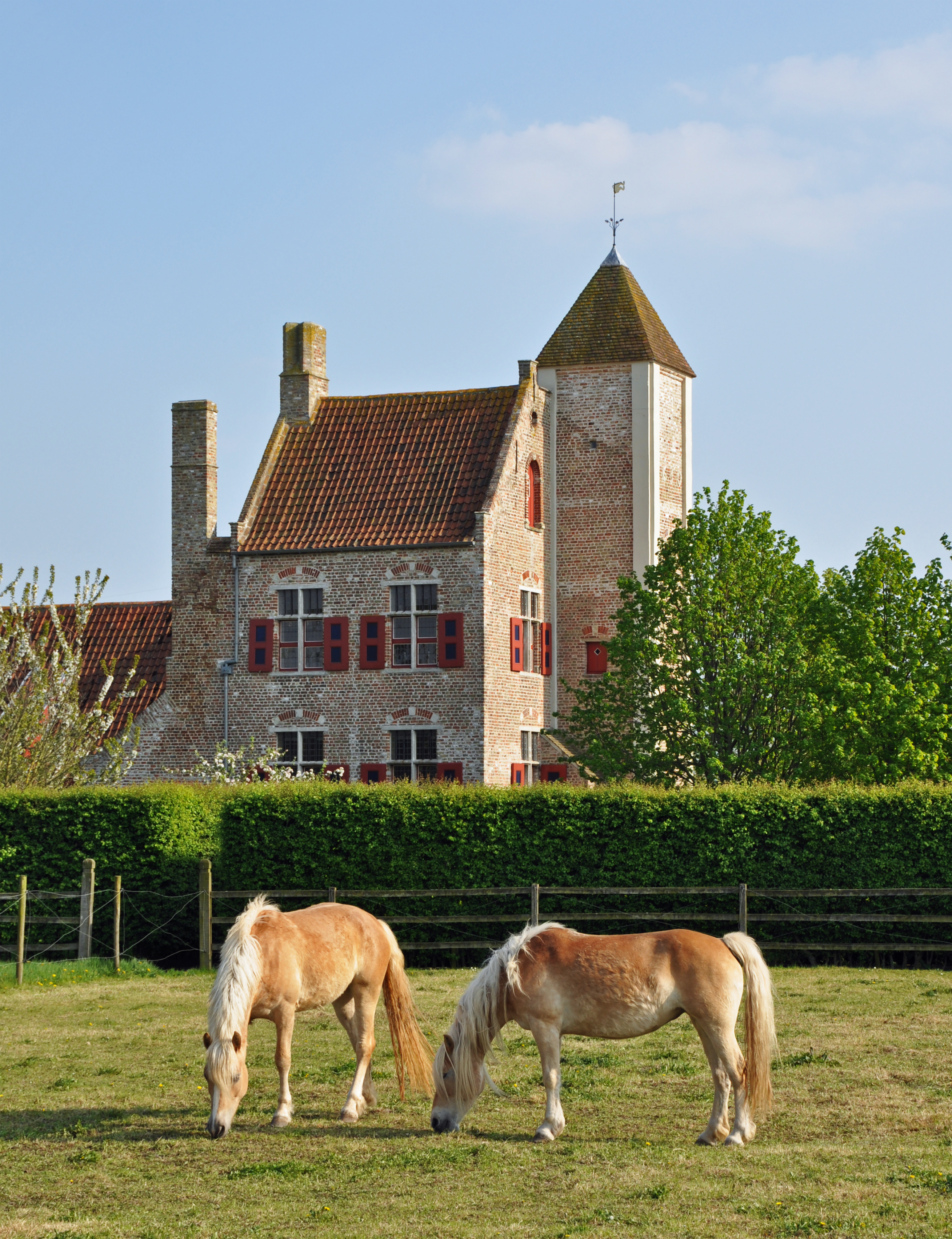
Hoeve Peralta

De Hoeve Peralta de la Serna is een historische kasteelhoeve in de tot de West-Vlaamse stad Brugge behorende wijk Sint-Pieters-op-den-Dijk, gelegen aan Peraltastraat 1.

## Geschiedenis
Vanaf de 16e eeuw was de Spaanse familie Peralta in Brugge gevestigd. Deze was eigenaar van de hoeve, welke voor het eerst werd vermeld in 1567 als hofstede en boomgaart. In 1755 was er sprake van een casteel, speelgoet en hofstede. Hiervan bleef de hoeve bewaard.
De oudste gebouwen waren van ongeveer 1500. Het betrof een langgevelboerderij. In 1650 werd de woontoren aangebouwd. Diverse aanpassingen vonden plaats in de loop van de volgende eeuwen. Omstreeks 1900, toen de havenwerken plaats vonden, werd dit deel van het grondgebied van Koolkerke, waar de hoeve stond, bij Sint-Pietersparochie gevoegd, omdat het ten westen van het Kanaal Brugge-Zeebrugge was gesitueerd. Tegenwoordig ligt de hoeve in een door bedrijventerreinen gedomineerde omgeving.
Gedurende de 2e helft van de 20e eeuw raakte de hoeve in verval, maar van 1996-2003 werd hij gerestaureerd onder leiding van Antoine Dugardyn.

## Gebouw
De woontoren, gedekt door een zadeldak, is van 1650. Hij heeft een tuitgevel. Hier tegenaan is een traptoren gebouwd, gedekt door een tentdak. In de oksel van woon- en traptoren bevindt zich een originele latrine.
Tegen de woontoren is een lagere vleugel, eveneens onder zadeldak, gebouwd. Dit is het oudste deel van de hoeve, met resten van muren uit 1500. Verder is er een L-vormige vleugel met 17e-eeuwse kern.